# Maggie Simpson
Margaret "Maggie" Simpson és un dels personatges de la sèrie de dibuixos animats Els Simpson. Es caracteritza pel fet que no se separa del seu xumet. Els Simpson utilitzen una línia de temps flotant en la qual els personatges no envelleixen físicament (o si ho fan, molt lentament) i, per tant, se suposa que l'espectacle s'ambientarà l'any en curs. En diversos episodis, els esdeveniments s'han relacionat amb moments concrets, encara que de vegades aquesta línia de temps s'ha contradit en episodis posteriors.

## Paper aEls Simpson
Maggie és el fill petit de Marge i Homer, i germana de Bart i Lisa. Quan Marge es va quedar embarassada de Bart, ella i Homer es van casar en una capella de Las Vegas. Per mantenir la seva família imminent, Homer gairebé va exigir una feina a la central nuclear de Springfield, impressionant el seu propietari, el Sr. Burns amb la seva submissió agressiva. Quan la Marge es va quedar embarassada de la Lisa, dos anys més tard, ella i Homer van comprar la seva primera casa. Sis anys més tard, Homer es va sentir prou segur econòmicament com per deixar finalment la seva feina a la central elèctrica i agafar la feina dels seus somnis a Barney's Bowlarama. Tanmateix, Marge es va quedar embarassada de Maggie, de manera que Homer, una vegada més incapaç de mantenir la seva família, es va veure obligat a tornar a sol·licitar el seu antic treball. Quan va néixer Maggie, Homer havia mostrat grans signes d'angoixa, però va aconseguir trobar motivació en la forma de la seva nena acabada de néixer.
Durant les primeres temporades del programa, l'equivalent d'un segell distintiu de Maggie va ser ensopegar amb la seva roba i caure de cara mentre intentava caminar, provocant un fort soroll a terra, però això es va reduir en les temporades posteriors. Té una inclinació pel seu xumet, en el qual sempre se la veu xuclar.
Maggie ha realitzat una sèrie de gestes que per a la seva edat suggereixen que és molt intel·ligent, semblant a la seva germana i possiblement un geni. Ha escrit E=MC² amb els seus blocs per a nadons, ha conduït el cotxe d'Homer, ha escapat de la guarderia de Springfield, ha escrit el seu nom en un Etch A Sketch, ha jugat al pòquer a Internet ha escrit paraules amb el seu nadó. blocs, va disparar al Sr. Burns, va tocar el saxo de la Lisa i va tractar el seu xumet com un cigarret. Tanmateix, la resta de la família dels Simpson no és conscient de la maduresa de la Maggie i la Marge la porta allà on van en lloc de deixar-la caminar sola. Maggie és molt conscient del seu entorn, i normalment es pot veure imitant el flux d'acció que l'envolta. Ella mostra un alt grau de destresa, i una vegada va colpejar Homer al cap amb un mall i va disparar un dard a una fotografia seva a imitació de Itchy and Scratchy. Malgrat la seva edat, Maggie és una tiradora formidable, com es veu a "Who Shot Mr. Burns?" on dispara al Sr. Burns amb una pistola que li cau a les mans, encara que no és clar si va ser intencionat o no, i de manera deliberada durant "Poppa's Got a Brand New Badge" on ella és capaç de no- disparar fatalment a un grup de mafiosos en ràpida successió amb un rifle que aparentment amaga al seu bressol.
Maggie sol estar espantada i exasperada pels intents d'Homer d'unir-se amb ella, però en diverses ocasions ha intervingut per salvar la vida d'Homer: una vegada per ofegar-se, una vegada per ser disparada per mafiosos, una vegada per ser segrestada per un remolc. conductor de camió, i una vegada de ser afusellat per Russ Cargill, cap de l'Agència de Protecció Ambiental dels Estats Units.

## Roba
Duu un bodi color blau cel, una trossa en el cap del mateix color i sempre té en la boca el seu xumet vermell, i quan la duen a festes, o a l'hivern, la vesteixen d'un vestit de forma d'estel. La raó per la qual mai no se separa del seu xuclador és perquè, en néixer, veié Homer i Marge besar-se, Maggie els volgué imitar i se'n va posar un.